# 김희서
김희서(金熙諝, 1977년 12월 17일 ~ )은 대한민국의 제7·8대 서울특별시 구로구의원이다. 정당 소속은 정의당이다.

## 학력
- 덕의국민학교 졸업
- 오류중학교 졸업
- 우신고등학교 졸업
- 성균관대학교 정치외교학과 졸업

## 경력
- 노회찬 진보신당 대표 민생특별보좌관
- 심상정 대통령 후보 구로구 공동선거대책위원장
- 박원순 서울시장 후보 구로구 갑 선거대책위원
- 구로구 친환경무상급식운동본부 집행위원장
- 구로구 민중의집 대표
- 천왕초등학교 운영위원장
- 구로구 평화의소녀상 건립추진위원회 집행위원
- <구로구 방사능 안전급식 조례> 대표 청구인
- 친환경 무상급식 구로운동본부 집행위원장
- 오류동 어르신 컴퓨터교실 교장
- 구로구 교육안전지원조례운동본부 공동대표
- 2014.07 ~ 2018.06 제7대 서울특별시 구로구의회 의원
- 2014.07 ~ 2016.07 제7대 서울특별시 구로구의회 전반기 도시건설위원회 부위원장
- 2014.07 ~ 2016.07 제7대 서울특별시 구로구의회 전반기 안전관리특별위원회 위원장
- 2016.07 ~ 2018.06 제7대 서울특별시 구로구의회 후반기 복지건설위원회 위원장
- 2018.07 ~ 2022.06 제8대 서울특별시 구로구의회 의원
- 2018.07 ~ 2020.07 제8대 서울특별시 구로구의회 전반기 운영위원회 위원
- 2018.07 ~ 2020.07 제8대 서울특별시 구로구의회 전반기 복지건설위원회 위원장
- 2018.07 ~ 2020.07 제8대 서울특별시 구로구의회 전반기 예산결산특별위원회 위원
- 2018.07 ~ 2020.07 제8대 서울특별시 구로구의회 전반기 안전관리특별위원회 위원
- 2018.07 ~ 2020.07 제8대 서울특별시 구로구의회 전반기 항동발전특별위원회 위원
- 2020.07 ~ 2022.06 제8대 서울특별시 구로구의회 후반기 복지건설위원회 위원
- 2020.07 ~ 2022.06 제8대 서울특별시 구로구의회 후반기 예산결산특별위원회 위원

## 역대 선거 결과
|  | 11.06% |

|  | 14.65% |

|  | 23.77% |

|  | 18.53% |